# Polyachyrus cinereus
Polyachyrus cinereus là một loài thực vật có hoa trong họ Cúc. Loài này được Ricardi & Weldt miêu tả khoa học đầu tiên năm 1974.